# Chien-Chi Chang
Chien-Chi Chang (張乾琦), (1961, Taiwan) é um fotógrafo membro da Agência Magnum. Trabalhou também parar o The Seattle Times (1991-1993) e The Baltimore Sun (1994-1995).